# 奥秋和夫
奥秋 和夫（おくあき かずお、1946年11月9日 - ）は、郡山女子大学家政科福祉情報専攻講師。元福島中央テレビのアナウンサー。兵庫県神戸市出身。立教大学卒業。

## 略歴
- 1975年、福島中央テレビ入社[1]。報道・特別番組、スポーツ中継を担当。その後、報道制作局報道部次長（1989年頃はアナウンス部がなかった）、報道制作局アナウンス部長、営業局長を歴任。
- 2004年、福島中央テレビ退社。

## 人物
- ゴジてれシャトル番組開始時のキャスターを務めた。同番組終了に伴い2008年3月にVTR出演で番組開始当時の思い出などを語った。
- テレビユー福島アナウンサーの奥秋直人は実子[2][3]。
- 大の阪神タイガースファンで、アナウンサー名義の在籍時代ホームページにはこれに関したコラムなどが記載されていた。

## アナウンサー時代の出演番組
- ふくしま11時（1976年4月5日 - 1977年4月1日）
- おはよう金曜日（1977年4月8日 - 1982年3月26日）
- ふくしまToday（1983年4月4日 - 1988年4月1日）
- プラス1ふくしま（1988年4月4日 - 1994年9月30日）
- ゴジてれシャトル
  - MC（1994年10月3日 - 1995年9月29日）
  - 不定期ニュース担当（1995年10月2日 - 2002年?）
- こんにちはふくしま（ - 2001年3月）
- スポーツ中継